# Élections législatives de 2024 en Guadeloupe
Les élections législatives françaises de 2024 en Guadeloupe se déroulent les 29 juin et 6 juillet 2024. Quatre députés sont à élire dans le cadre de quatre circonscriptions, à la suite de la dissolution de l'Assemblée nationale par Emmanuel Macron.
Le choix de cette dissolution est pris après la défaite de la liste Renaissance aux élections européennes qui ont eu lieu le 9 juin 2024.

## Contexte
| Circonscription | RN      | ENS     | PS - PP | LFI     | LR     |
| --------------- | ------- | ------- | ------- | ------- | ------ |
| Circonscription |         |         |         |         |        |
| 1re             | 28,77 % | 14,12 % | 10,73 % | 16,35 % | 2,84 % |
| 2e              | 31,31 % | 14,22 % | 13,1 %  | 14,48 % | 3,26 % |
| 3e              | 32,73 % | 13,98 % | 11,69 % | 14,93 % | 3,25 % |
| 4e              | 26,11 % | 13,01 % | 22,05 % | 14,45 % | 3,58 % |

## Système électoral
Les élections législatives ont lieu au scrutin uninominal majoritaire à deux tours dans des circonscriptions uninominales.
Est élu au premier tour le candidat qui réunit la majorité absolue des suffrages exprimés et un nombre de voix au moins égal au quart des électeurs inscrits dans la circonscription, soit 25 %. Si aucun des candidats ne satisfait ces conditions, un second tour est organisé entre les candidats ayant réuni un nombre de voix au moins égal à un huitième des inscrits, soit 12,5 %. Les deux candidats arrivés en tête du 1er tour se maintiennent néanmoins par défaut si un seul ou aucun d'entre eux n'a atteint ce seuil. Au second tour, le candidat arrivé en tête est déclaré élu,.
Le seuil de qualification basé sur un pourcentage du total des inscrits et non des suffrages exprimés rend plus difficile l'accès au second tour lorsque l'abstention est élevée. Le système permet en revanche l'accès au second tour de plus de deux candidats si plusieurs d'entre eux franchissent le seuil de 12,5 % des inscrits. Les candidats en lice au second tour peuvent ainsi être trois, un cas de figure appelé « triangulaire ». Les second tours où s'affrontent quatre candidats, appelés « quadrangulaire » sont également possibles, mais beaucoup plus rares,.

### Partis et nuances
Les résultats des élections sont publiés en France par le ministère de l'Intérieur, qui classe les partis en leur attribuant des nuances politiques. Ces dernières sont décidées par les préfets, qui les attribuent indifféremment de l'étiquette politique déclarée par les candidats, qui peut être celle d'un parti ou une candidature sans étiquette.
Seuls le Parti communiste français (COM), La France insoumise (FI), le Parti socialiste (SOC), le Parti radical de gauche (RDG), Les Écologistes (VEC), Renaissance (RE), le Mouvement démocrate (MDM), Horizons (HOR), l'Union des démocrates et indépendants (UDI), Les Républicains (LR), le Rassemblement national (RN) et Reconquête (REC) se voient attribuer en 2024 des nuances propres. Les coalitions Ensemble et Nouveau front populaire, ainsi que les candidats de l'alliance LR-Ciotti-RN, en bénéficient également indirectement, les nuances Ensemble ! (Majorité présidentielle) (ENS), Union de la gauche (UG) et Union de l'extrême-droite (UXD) étant attribuables aux candidats bénéficiant respectivement du soutien de deux partis du centre, de deux partis de gauche ou de deux partis d'extrême-droite,.
Tous les autres partis se voient attribuer l'une ou l'autre des nuances suivantes : EXG (extrême gauche), DVG (divers gauche), ECO (écologiste), REG (régionaliste), DVC (divers centre), DVD (divers droite), DSV (droite souverainiste) et EXD (extrême droite). Des partis comme Debout la France ou Lutte ouvrière ne disposent ainsi pas de nuances propres, et leurs résultats nationaux ne sont pas publiés séparément par le ministère, car mélangés avec d'autres partis (respectivement dans les nuances DSV et EXG).

## Résultats

### Élus
| Circonscription | Député sortant     | Parti ou nuance | Parti ou nuance | Groupe   | Député élu ou réélu | Parti ou nuance | Parti ou nuance | Groupe   |
| --------------- | ------------------ | --------------- | --------------- | -------- | ------------------- | --------------- | --------------- | -------- |
| 1re             | Olivier Serva      |                 | Utiles          | LIOT     | Olivier Serva       |                 | Utiles          | LIOT     |
| 2e              | Christian Baptiste |                 | PPDG            | app. SOC | Christian Baptiste  |                 | PPDG            | app. SOC |
| 3e              | Max Mathiasin      |                 | DVG             | LIOT     | Max Mathiasin       |                 | DVG             | LIOT     |
| 4e              | Élie Califer       |                 | PS              | app. SOC | Élie Califer        |                 | PS              | app. SOC |

### Résultats à l'échelle du département

#### Résultats par coalition
| Parti et coalition                          | Parti et coalition                                       | Parti et coalition                                       | Premier tour | Premier tour | Premier tour | Second tour   | Second tour   | Second tour | Total Sièges  | +/-           |  |
| Parti et coalition                          | Parti et coalition                                       | Parti et coalition                                       | Voix         | %            | Sièges       | Voix          | %             | Sièges      | Total Sièges  | +/-           |  |
| ------------------------------------------- | -------------------------------------------------------- | -------------------------------------------------------- | ------------ | ------------ | ------------ | ------------- | ------------- | ----------- | ------------- | ------------- |  |
|                                             |                                                          | Parti socialiste (PS)                                    | 19 509       | 19,30        | 0            | 15 068        | 14,60         | 1           | 1             | en stagnation |  |
|                                             | Parti progressiste démocratique guadeloupéen (PPDG)      | 10 903                                                   | 10,79        | 0            | 19 801       | 19,19         | 1             | 1           | en stagnation |               |  |
| Total Nouveau Front populaire (NFP)         | Total Nouveau Front populaire (NFP)                      | 30 412                                                   | 30,09        | 0            | 34 869       | 33,78         | 2             | 2           | en stagnation |               |  |
|                                             | Rassemblement national (RN)                              | Rassemblement national (RN)                              | 17 020       | 16,84        | 0            | 17 244        | 16,71         | 0           | 0             | en stagnation |  |
|                                             | Utiles                                                   | Utiles                                                   | 12 042       | 11,91        | 0            | 18 043        | 17,48         | 1           | 1             | Nv            |  |
|                                             | Guadeloupe unie, solidaire et responsable (GUSR)         | Guadeloupe unie, solidaire et responsable (GUSR)         | 8 842        | 8,75         | 0            | 6 127         | 5,94          | 0           | 0             | en stagnation |  |
|                                             | Alyans Nasyonal Gwadloup (ANG)                           | Alyans Nasyonal Gwadloup (ANG)                           | 3 268        | 3,23         | 0            |               |               |             | 0             | Nv            |  |
|                                             | Force de rassemblement abymien pour le progrès (FRAPP)   | Force de rassemblement abymien pour le progrès (FRAPP)   | 2 965        | 2,93         | 0            | 5 211         | 5,05          | 0           | 0             | en stagnation |  |
|                                             | Combat ouvrier (CO)                                      | Combat ouvrier (CO)                                      | 2 277        | 2,25         | 0            |               |               |             | 0             | en stagnation |  |
|                                             | Moun Gwadloup (MG)                                       | Moun Gwadloup (MG)                                       | 1 761        | 1,74         | 0            | 0             | en stagnation |             |               |               |  |
|                                             | Sentinelles Guadeloupe (SG)                              | Sentinelles Guadeloupe (SG)                              | 1 644        | 1,63         | 0            | 0             | Nv            |             |               |               |  |
|                                             | La France insoumise (LFI)                                | La France insoumise (LFI)                                | 1 551        | 1,53         | 0            | 0             | en stagnation |             |               |               |  |
|                                             | Dissident Force de rassemblement abymien pour le progrès | Dissident Force de rassemblement abymien pour le progrès | 1 102        | 1,09         | 0            | 0             | en stagnation |             |               |               |  |
|                                             | France libre (FL)                                        | France libre (FL)                                        | 540          | 0,53         | 0            | 0             | Nv            |             |               |               |  |
|                                             | Reconquête (REC)                                         | Reconquête (REC)                                         | 489          | 0,48         | 0            | 0             | en stagnation |             |               |               |  |
|                                             | Gagner pour réussir la Guadeloupe (GPRG)                 | Gagner pour réussir la Guadeloupe (GPRG)                 | 226          | 0,22         | 0            | 0             | en stagnation |             |               |               |  |
|                                             | Parti républicain ultramarin français (PRUF)             | Parti républicain ultramarin français (PRUF)             | 225          | 0,22         | 0            | 0             | en stagnation |             |               |               |  |
|                                             |                                                          | Les Centristes - Le Nouveau Centre (LC)                  | 197          | 0,19         | 0            | 0             | en stagnation |             |               |               |  |
| Total Union de la droite et du centre (UDC) | Total Union de la droite et du centre (UDC)              | 197                                                      | 0,19         | 0            | 0            | en stagnation |               |             |               |               |  |
|                                             | Radical Guadeloupe (RG)                                  | Radical Guadeloupe (RG)                                  | 173          | 0,17         | 0            | 0             | Nv            |             |               |               |  |
|                                             | Humanité souveraine (HS)                                 | Humanité souveraine (HS)                                 | 104          | 0,10         | 0            | 0             | Nv            |             |               |               |  |
|                                             | Sans étiquette (SE)                                      | Sans étiquette (SE)                                      | 16 238       | 16,07        | 0            | 21 715        | 21,04         | 1           | 1             | en stagnation |  |
|                                             |                                                          |                                                          |              |              |              |               |               |             |               |               |  |
| Suffrages exprimés                          | Suffrages exprimés                                       | Suffrages exprimés                                       | 101 076      | 94,44        |              | 103 209       | 93,34         |             |               |               |  |
| Votes blancs                                | Votes blancs                                             | Votes blancs                                             | 2 670        | 2,49         | 3 337        | 3,02          |               |             |               |               |  |
| Votes nuls                                  | Votes nuls                                               | Votes nuls                                               | 3 282        | 3,07         | 4 033        | 3,65          |               |             |               |               |  |
| Total                                       | Total                                                    | Total                                                    | 107 028      | 100          | 0            | 110 579       | 100           | 4           | 4             | en stagnation |  |
| Abstentions                                 | Abstentions                                              | Abstentions                                              | 211 933      | 66,44        |              | 208 369       | 65,33         |             |               |               |  |
| Inscrits/Participation                      | Inscrits/Participation                                   | Inscrits/Participation                                   | 318 961      | 33,56        | 318 948      | 34,67         |               |             |               |               |  |

#### Résultats par nuance
| Nuance                 | Nuance                   | Nuance                 | Premier tour | Premier tour | Premier tour | Second tour | Second tour   | Second tour | Total Sièges | +/-           |  |
| Nuance                 | Nuance                   | Nuance                 | Voix         | %            | Sièges       | Voix        | %             | Sièges      | Total Sièges | +/-           |  |
| ---------------------- | ------------------------ | ---------------------- | ------------ | ------------ | ------------ | ----------- | ------------- | ----------- | ------------ | ------------- |  |
|                        | Divers gauche            | DVG                    | 42 618       | 42,16        | 0            | 64 770      | 62,76         | 3           | 3            | 1             |  |
|                        | Parti socialiste hors UG | SOC                    | 19 509       | 19,30        | 0            | 15 068      | 14,60         | 1           | 1            | Nv            |  |
|                        | Rassemblement national   | RN                     | 17 020       | 16,84        | 0            | 17 244      | 16,71         | 0           | 0            | en stagnation |  |
|                        | Divers centre            | DVC                    | 6 062        | 6,00         | 0            | 6 127       | 5,94          | 0           | 0            | en stagnation |  |
|                        | Divers                   | DIV                    | 5 399        | 5,34         | 0            |             |               |             | 0            | en stagnation |  |
|                        | Régionaliste             | REG                    | 4 988        | 4,94         | 0            | 0           | en stagnation |             |              |               |  |
|                        | Divers droite            | DVD                    | 2 291        | 2,27         | 0            | 0           | en stagnation |             |              |               |  |
|                        | Extrême gauche           | EXG                    | 2 277        | 2,25         | 0            | 0           | en stagnation |             |              |               |  |
|                        | Reconquête               | REC                    | 489          | 0,48         | 0            | 0           | en stagnation |             |              |               |  |
|                        | Union de la gauche       | UG                     | 226          | 0,22         | 0            | 0           | en stagnation |             |              |               |  |
|                        | Les Républicains         | LR                     | 197          | 0,19         | 0            | 0           | en stagnation |             |              |               |  |
|                        |                          |                        |              |              |              |             |               |             |              |               |  |
| Suffrages exprimés     | Suffrages exprimés       | Suffrages exprimés     | 101 076      | 94,44        |              | 103 209     | 93,34         |             |              |               |  |
| Votes blancs           | Votes blancs             | Votes blancs           | 2 670        | 2,49         | 3 337        | 3,02        |               |             |              |               |  |
| Votes nuls             | Votes nuls               | Votes nuls             | 3 282        | 3,07         | 4 033        | 3,65        |               |             |              |               |  |
| Total                  | Total                    | Total                  | 107 028      | 100          | 0            | 110 579     | 100           | 4           | 4            | en stagnation |  |
| Abstentions            | Abstentions              | Abstentions            | 211 933      | 66,44        |              | 208 369     | 65,33         |             |              |               |  |
| Inscrits/Participation | Inscrits/Participation   | Inscrits/Participation | 318 961      | 33,56        | 318 948      | 34,67       |               |             |              |               |  |

### Résultats par circonscription

#### Première circonscription
- Député sortant : Olivier Serva (Utiles)

| Candidat                 | Candidat                 | Parti et coalition       | Nuance                   | Premier tour | Premier tour | Second tour | Second tour |
| Candidat                 | Candidat                 | Parti et coalition       | Nuance                   | Voix         | %            | Voix        | %           |
| ------------------------ | ------------------------ | ------------------------ | ------------------------ | ------------ | ------------ | ----------- | ----------- |
|                          | Olivier Serva,           | Utiles                   | DVG                      | 12 042       | 51,40        | 18 043      | 77,59       |
|                          | Chantal Lérus,           | FRAPP                    | DVG                      | 2 965        | 12,65        | 5 211       | 22,41       |
|                          | Marvyn Martol            | PS (NFP)                 | SOC                      | 2 531        | 10,80        |             |             |
|                          | Tarius Royer             | RN                       | RN                       | 2 252        | 9,61         |             |             |
|                          | Laurence Maquiaba        | ANG                      | REG                      | 1 583        | 6,76         |             |             |
|                          | Alix Nabajoth            | FRAPP diss.              | DVG                      | 1 102        | 4,70         |             |             |
|                          | Danielle Diakok          | CO                       | EXG                      | 336          | 1,43         |             |             |
|                          | Dieudonné M'Bala M'Bala  | FL                       | DIV                      | 241          | 1,03         |             |             |
|                          | Rudy Faro                | LC (UDC)                 | LR                       | 197          | 0,84         |             |             |
|                          | Tony Rébus               | HS                       | DIV                      | 104          | 0,44         |             |             |
|                          | Rosemary Armantrading    | REC                      | REC                      | 77           | 0,33         |             |             |
|                          |                          |                          |                          |              |              |             |             |
| Votes valides            | Votes valides            | Votes valides            | Votes valides            | 23 430       | 95,00        | 23 254      | 92,15       |
| Votes blancs             | Votes blancs             | Votes blancs             | Votes blancs             | 529          | 2,15         | 854         | 3,38        |
| Votes nuls               | Votes nuls               | Votes nuls               | Votes nuls               | 703          | 2,85         | 1 128       | 4,47        |
| Total                    | Total                    | Total                    | Total                    | 24 662       | 100          | 25 236      | 100         |
| Abstention               | Abstention               | Abstention               | Abstention               | 51 095       | 67,45        | 50 531      | 66,69       |
| Inscrits / participation | Inscrits / participation | Inscrits / participation | Inscrits / participation | 75 757       | 32,55        | 75 767      | 33,31       |

#### Deuxième circonscription
- Député sortant : Christian Baptiste (Parti progressiste démocratique guadeloupéen)

| Candidat                 | Candidat                 | Parti et coalition       | Nuance                   | Premier tour | Premier tour | Second tour | Second tour |
| Candidat                 | Candidat                 | Parti et coalition       | Nuance                   | Voix         | %            | Voix        | %           |
| ------------------------ | ------------------------ | ------------------------ | ------------------------ | ------------ | ------------ | ----------- | ----------- |
|                          | Christian Baptiste       | PPDG (NFP)               | DVG                      | 10 903       | 41,33        | 19 801      | 72,38       |
|                          | Laurent Petit            | RN                       | RN                       | 4 563        | 17,30        | 7 557       | 27,62       |
|                          | Blaise Aldo              | SE                       | DVD                      | 2 291        | 8,68         |             |             |
|                          | Priscilla Sylvestre      | SE                       | DIV                      | 1 895        | 7,18         |             |             |
|                          | Ludovic Tolassy          | MG                       | REG                      | 1 761        | 6,68         |             |             |
|                          | Steve Salim              | app. ANG                 | DIV                      | 1 685        | 6,39         |             |             |
|                          | Michel Tola,             | LFI                      | DVG                      | 1 551        | 5,88         |             |             |
|                          | Patrick Galas            | app. GUSR                | DVC                      | 698          | 2,65         |             |             |
|                          | José Ayassami            | SE                       | DIV                      | 324          | 1,23         |             |             |
|                          | Steeve Cirederf-Rouyar   | GPRG                     | UG                       | 226          | 0,86         |             |             |
|                          | Roseline Chatelot        | SE                       | DIV                      | 182          | 0,69         |             |             |
|                          | Paméla Pommier           | RG                       | DIV                      | 173          | 0,66         |             |             |
|                          | Raymond Molia            | FL                       | DIV                      | 126          | 0,48         |             |             |
|                          | Moïse Ayassamy           | SE                       | DVG                      | 2            | 0,01         |             |             |
|                          |                          |                          |                          |              |              |             |             |
| Votes valides            | Votes valides            | Votes valides            | Votes valides            | 26 380       | 93,56        | 27 358      | 93,30       |
| Votes blancs             | Votes blancs             | Votes blancs             | Votes blancs             | 865          | 3,07         | 968         | 3,30        |
| Votes nuls               | Votes nuls               | Votes nuls               | Votes nuls               | 950          | 3,37         | 996         | 3,40        |
| Total                    | Total                    | Total                    | Total                    | 28 195       | 100          | 29 322      | 100         |
| Abstention               | Abstention               | Abstention               | Abstention               | 60 513       | 68,22        | 59 380      | 66,94       |
| Inscrits / participation | Inscrits / participation | Inscrits / participation | Inscrits / participation | 88 708       | 31,78        | 88 702      | 33,06       |

#### Troisième circonscription
- Député sortant : Max Mathiasin (Indépendant)

| Candidat                 | Candidat                    | Parti et coalition       | Nuance                   | Premier tour | Premier tour | Second tour | Second tour |
| Candidat                 | Candidat                    | Parti et coalition       | Nuance                   | Voix         | %            | Voix        | %           |
| ------------------------ | --------------------------- | ------------------------ | ------------------------ | ------------ | ------------ | ----------- | ----------- |
|                          | Max Mathiasin               | SE                       | DVG                      | 10 672       | 36,21        | 21 715      | 69,15       |
|                          | Rody Tolassy                | RN                       | RN                       | 7 635        | 25,90        | 9 687       | 30,85       |
|                          | Nicolas Citadelle           | PS (NFP)                 | SOC                      | 4 361        | 14,80        |             |             |
|                          | Fred Deshayes               | GUSR                     | DVG                      | 3 381        | 11,47        |             |             |
|                          | Éric Coriolan               | SG                       | REG                      | 1 644        | 5,58         |             |             |
|                          | Christopher Petitfond       | SE                       | DVC                      | 601          | 2,04         |             |             |
|                          | Sidjie Esdras               | CO                       | EXG                      | 545          | 1,85         |             |             |
|                          | Bernard Abdoul-Maninroudine | SE                       | DIV                      | 271          | 0,92         |             |             |
|                          | Christèle Pignac            | REC                      | REC                      | 191          | 0,65         |             |             |
|                          | Francis Lalanne             | FL                       | DIV                      | 173          | 0,59         |             |             |
|                          |                             |                          |                          |              |              |             |             |
| Votes valides            | Votes valides               | Votes valides            | Votes valides            | 29 474       | 95,28        | 31 402      | 94,84       |
| Votes blancs             | Votes blancs                | Votes blancs             | Votes blancs             | 694          | 2,24         | 799         | 2,41        |
| Votes nuls               | Votes nuls                  | Votes nuls               | Votes nuls               | 766          | 2,48         | 909         | 2,75        |
| Total                    | Total                       | Total                    | Total                    | 30 934       | 100          | 33 110      | 100         |
| Abstention               | Abstention                  | Abstention               | Abstention               | 54 832       | 63,93        | 52 667      | 61,40       |
| Inscrits / participation | Inscrits / participation    | Inscrits / participation | Inscrits / participation | 85 766       | 36,07        | 85 777      | 38,60       |

#### Quatrième circonscription
- Député sortant : Élie Califer (Parti socialiste)

| Candidat                 | Candidat                 | Parti et coalition       | Nuance                   | Premier tour | Premier tour | Second tour | Second tour |
| Candidat                 | Candidat                 | Parti et coalition       | Nuance                   | Voix         | %            | Voix        | %           |
| ------------------------ | ------------------------ | ------------------------ | ------------------------ | ------------ | ------------ | ----------- | ----------- |
|                          | Élie Califer             | PS (NFP)                 | SOC                      | 12 617       | 57,90        | 15 068      | 71,09       |
|                          | Jennifer Linon           | GUSR                     | DVC                      | 4 763        | 21,86        | 6 127       | 28,91       |
|                          | Lydie Monthouël          | RN                       | RN                       | 2 570        | 11,79        |             |             |
|                          | Jean-Marie Nomertin      | CO                       | EXG                      | 1 396        | 6,41         |             |             |
|                          | Claudia Boucher          | PRUF                     | DIV                      | 225          | 1,03         |             |             |
|                          | Paola Plantier           | REC                      | REC                      | 221          | 1,01         |             |             |
|                          |                          |                          |                          |              |              |             |             |
| Votes valides            | Votes valides            | Votes valides            | Votes valides            | 21 792       | 93,78        | 21 195      | 92,51       |
| Votes blancs             | Votes blancs             | Votes blancs             | Votes blancs             | 582          | 2,50         | 716         | 3,13        |
| Votes nuls               | Votes nuls               | Votes nuls               | Votes nuls               | 863          | 3,71         | 1 000       | 4,36        |
| Total                    | Total                    | Total                    | Total                    | 23 237       | 100          | 22 911      | 100         |
| Abstention               | Abstention               | Abstention               | Abstention               | 45 493       | 66,19        | 45 791      | 66,65       |
| Inscrits / participation | Inscrits / participation | Inscrits / participation | Inscrits / participation | 68 730       | 33,81        | 68 702      | 33,35       |